# Irena Rybotycka
Irena Wanda Rybotycka (ur. 26 października 1908 we Lwowie, zm. 9 kwietnia 1999 w Laxton w  Anglii) – polska i angielska wydawczyni i księgarz. Córka Wandy (z d. Welke) i Rudolfa Wegnerów, po  śmierci ojca współwłaścicielka i kontynuatorka  działalności Wydawnictwa Polskiego R. Wegnera. Żona Tomasza Rybotyckiego.

## Biogram

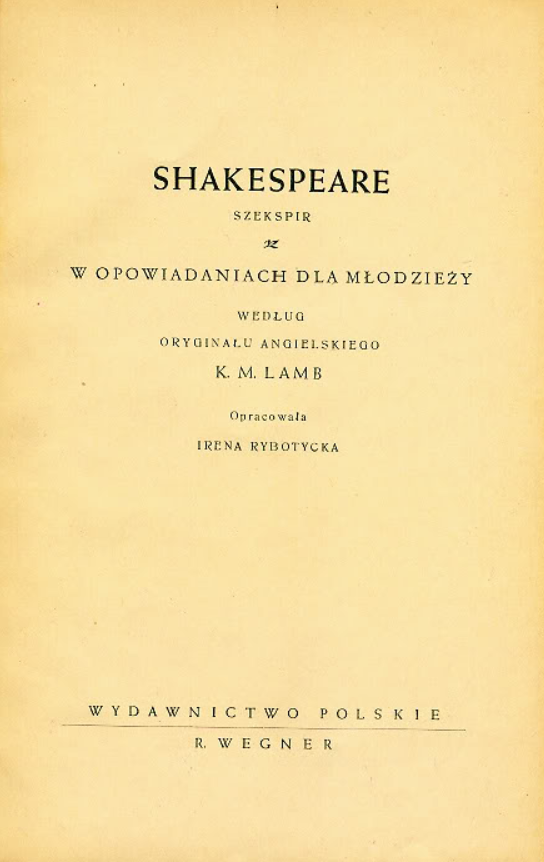
Strona tytułowa książki "Shakespeare. Szekspir w opowiadaniach dla młodzieży" w opracowaniu Ireny Rybotyckiej, Wydawnictwo Polskie R. Wegnera, Niemcy 1947/1948

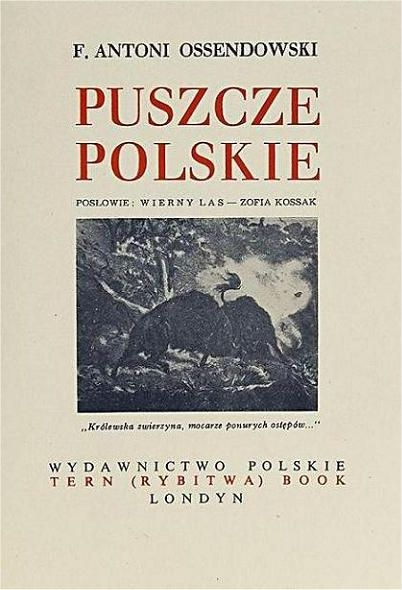
F. Antoni Ossendowski: „Puszcze polskie”. Seria „Cuda Polski” (Tern (Rybitwa) Book, Londyn 1953)

Irena Wegner urodziła się we Lwowie w roku 1908. Mieszkała tam do roku 1920, z przerwą w latach I wojny światowej, 1914–1917, które rodzina Wegnerów spędziła w Wiedniu. W roku 1920 Wegnerowie przenieśli się do Poznania. W roku 1929 Irena Wegner wyszła za mąż za Tomasza Rybotyckiego, oficera Wojska Polskiego. Pracowała w wydawnictwie ojca, prowadząc dział książek dla dzieci i młodzieży.
W roku 1939 rodzina Wegnerów wraz z Ireną została wysiedlona przez Niemców z Poznania i przeniosła się do Warszawy. W roku 1941 zmarł Rudolf Wegner, a Irena Rybotycka została wraz z matką współwłaścicielką Wydawnictwa Polskiego. Była członkiem Armii Krajowej i wspierała organizację finansowo z części dochodów wydawnictwa. W tym czasie udzieliła zgody na wykorzystanie sygnetu Wydawnictwa Polskiego jako znaku Polski Walczącej, tzw. „Kotwicy”. Uczestniczyła aktywnie w powstaniu warszawskim. Po jego upadku dostała się do niewoli niemieckiej. Po uwolnieniu przebywała jeszcze przez ok. rok w Polsce, po czym w listopadzie 1945 wyjechała do Norymbergi, do męża służącego jako oficer łącznikowy Polskiej Misji Wojskowej w amerykańskiej strefie okupacyjnej Niemiec.
W Norymberdze małżeństwo Rybotyckich zaczęło starania o wznowienie działalności Wydawnictwa Polskiego R. Wegnera. Irena Rybotycka, działająca w PCK, zdobyła z UNRRY przydział papieru. Rybotyccy uzyskali zezwolenie na druk książek o tematyce religijnej i edukacyjnej; zaproponowany zestaw objął 12 pozycji. Udało im się też odzyskać dawne matryce drukarskie  z Norymbergi, gdzie Rudolf Wegner drukował książki dla dzieci. Wznowione Wydawnictwo Polskie R. Wegnera rozpoczęło działalność w Norymberdze w roku 1945, a na początku roku 1946 zaczęły ukazywać się książki. Część z nich była opracowana przez Rybotycką (Charles Lamb, Mary Lamb „Shakespeare. Szekspir w opowiadaniach dla młodzieży”, 1947/1948; James Fenimore Cooper „Ostatni Mohikanin”, 1948). Po kilku miesiącach wraz z mężem musiała nagle opuścić Niemcy w związku z przekazaniem przez aliantów placówek polskich rządowi komunistycznemu. Tomaszowi Rybotyckiemu udało się jednak dokończyć druk zaplanowanych pozycji, które ukazywały się do roku 1948.
Zamieszkała na pewien czas we Francji, uzyskując tam prawo pobytu i pracy. Opracowała ponownie i wznowiła popularną książkę kucharską Marii Disslowej, „Jak gotować” (Wyd. Księgarnia "Libella", Paryż 1947). W roku 1947 wyjechała na kilka miesięcy do Włoch, a ostatecznie wraz z matką i mężem osiedliła się w Londynie.
Równocześnie Rybotyccy reaktywowali Wydawnictwo Polskie R. Wernera w Warszawie; kierowała nim ich przedstawicielka, Anna Łempicka. Firma rozwijała się dobrze, jednak dochody nie mogły być przekazywane za granicę, a w roku 1950 wydawnictwo zostało upaństwowione i zlikwidowane.
W Londynie Rybotyccy uzyskali honoraria za książki wydawnictwa Wegnera wydawane w czasie wojny przez emigracyjne Ministerstwo Oświaty, co pozwoliło im (wraz z Wandą Rybotycką) na uruchomienie w roku 1947 wydawnictwa Tern (Rybitwa) Book Co. Ltd. Wydawali głównie dawne pozycje Wydawnictwa Polskiego R. Wegnera, m.in. wybrane książki z serii „Biblioteka Laureatów Nobla” i „Cuda Polski”. Największe powodzenie odniosło wznowienie książki kucharskiej „Jak gotować” Marii Disslowej, wydanej także w języku angielskim pt. „Continental European Cooking”. Do nowych pozycji należała m.in. książka Zofii Kossak-Szatkowskiej „Dziedzictwo” (1956) oraz powieść polityczna Sir Philipa Gibbsa „Wolność nie ma ceny” z okazji 10 rocznicy powstania warszawskiego (Londyn 1954 – tom 1; 1955 – tom 2). Gibbs napisał tę powieść z inicjatywy Ireny Rybotyckiej i na podstawie jej wspomnień z powstania. Tytuł oryginalny „No Price for Freedom” oraz przekłady rozeszły się w łącznym nakładzie blisko 500 tys. egzemplarzy. Powieść Zofii Kossak nie odniosła natomiast sukcesu, gdyż została zbojkotowana przez polską emigrację z powodu powrotu autorki do PRL. W efekcie wydawnictwo Tern (Rybitwa) znalazło się w kłopotach finansowych i znacznie ograniczyło działalność.
Rybotycka utrzymywała bliskie kontakty z emigracyjnym środowiskiem literackim. Między innymi była adresatką listu Zofii Kossak-Szatkowskiej, będącego świadectwem losu polskich Żydów w trakcie wojny i pomocy niesionej im przez Polaków (zob. też protest Zofii Kossak-Szczuckiej). Po śmierci męża w roku 1974, kontynuowała do roku 1984 księgarnię wysyłkową i brała udział w wystawach książek emigracyjnych. Prowadziła aktywną działalność upamiętniającą dorobek swojego ojca i jego wydawnictwa. W roku 1992 zaoferowała zrzeczenie się honorariów w przypadku wznowienia i kontynuacji w Polsce serii „Biblioteka Laureatów Nobla”, pod warunkiem zamieszczania w książkach notki o Rudolfie Wegnerze i pochodzeniu serii. W roku 1988 ufundowała Nagrodę literacką im. Rudolfa Wegnera, której laureatem został Czesław Bednarczyk. W wydanej z tej okazji broszurze opublikowała życiorys ojca i historię Wydawnictwa Polskiego; rok później jej wspomnienia opublikował „Przegląd Wielkopolski”.
W latach 80. przeprowadziła się do Domu Opieki Laxton Hall w pobliżu Laxton, gdzie m.in. zajmowała się sędziwą Zofią Kozarynową. Po przeobrażeniach politycznych po roku 1989 po raz pierwszy po wojnie odwiedziła Polskę. Zmarła 9.04.1999 w Laxton Hall, została pochowana na St. Mary's Cemetery w Londynie.